# Židé v Oceánii
Historie Židů v Oceánii začíná s prvními osadníky, židovské osídlení je doloženo od 18. století. Usadili se v samotné Austrálii, na Novém Zélandu i na ostrovech Oceánie.

## Nový Zéland
Židé přicházejí na Nový Zéland ve 30. letech 19. století. Před britskou kolonizací Nového Zélandu v roce 1840 čítala židovská populace jen kolem 30 lidí včetně přímo doloženého osadníka Joele Samuele Polacka. Imigrace měla čtyři hlavní proudy: vystěhovalci ze Spojeného království v 19. století; uprchlíci z Evropy ve 30. a 40. letech 20. století; vystěhovalci z Velké Británie v 50. letech 20. století; imigranti z Jižní Afriky, Izraele a Sovětského svazu. Mezi významné novozélandské Židy patří premiér sir Julius Vogel (19. století) a další.
Podle sčítání z roku 2013 se přihlásilo 6867 občanů k judaismu (v 4,5milionové populaci). Většina jich žije v Aucklandu a Wellingtonu.